# Calàpet de Surinam
El calàpet o pipa de Surinam (Pipa pipa) és una espècie d'amfibi anur de la família dels pípids. Viu en zones tropicals i subtropicals de Sud-amèrica, on habita pantans, aiguamolls, aigües tèrboles i aigües fangoses. Està altament adaptat a la vida aquàtica, ja que posseeix extremitats posteriors poderoses que l'ajuden a nedar. Fa entre 5 i 20 cm.